# Francisco Summers e Isern
Francisco de Asís Summers e Isern (La Palma del Condado, c. 1902 - Madrid, 29 de marzo de 1990) fue un fiscal y político español. Ejerció como gobernador civil de Huelva y Granada, así como procurador de las Cortes.

## Biografía
Onubense de origen, había nacido en La Palma del Condado. Se crió en el seno de una familia andaluza acomodada de origen irlandés[cita requerida]. Abogado fiscal de profesión, en 1935 fue nombrado teniente fiscal en la Audiencia territorial de Sevilla. Hermano de Ignacio Summers e Isern, abogado del Estado desde 1928.
Tras el estallido de la Guerra civil se unió a las fuerzas sublevadas, participando en el conflicto. Formó parte del tribunal regional de responsabilidades políticas, siendo en 1940 uno de los magistrados que firmó la sentencia condenatoria del político andalucista Blas Infante, ajusticiado el 11 de agosto de 1936. En 1945 fue promovido al rango de fiscal provincial.
Ejerció como gobernador civil —y jefe provincial de FET y de las JONS— en las provincias de Huelva (1951-1956) y Granada (1956-1960). También fue procurador en las Cortes, así como miembro del Consejo Nacional del Movimiento.
Con posterioridad sería presidente del Tribunal de Cuentas y fiscal del Tribunal Supremo.
Falleció en Madrid el 29 de marzo de 1990, a los 88 años de edad.

## Vida privada
Contrajo matrimonio con Emilia Rivero Angulo, con la que tuvo nueve hijos, entre ellos Manuel y Guillermo. También es abuelo de David Summers (músico y vocalista de Hombres G) y de Cheyenne Summers (actriz de doblaje y locución).

## Reconocimientos
- Cruz de Honor de San Raimundo de Peñafort (1972)[10]